# Pedro Celestino Corrêa da Costa
Pedro Celestino Corrêa da Costa (Chapada dos Guimarães, 5 de julho de 1860 – Rio de Janeiro, 22 de janeiro de 1932) foi um farmacêutico, militar e político brasileiro, que serviu como governador de Mato Grosso e senador em duas ocasiões. 

## Início de vida, família e educação
Pedro Celestino nasceu no Sítio Bom Jardim, no município de Chapada dos Guimarães. De uma família já tradicional na política, foi filho de Ignès Maria Luiza Côrrea e de Antônio Corrêa da Costa.
Se formou no ensino secundário em Cuiabá, capital do estado onde nasceu. Alguns anos depois, em 1881, se formou em farmácia pela Faculdade de Medicina da Universidade Federal do Rio de Janeiro.
Seu avô, Antônio Côrrea da Costa, exerceu como presidente da província de Mato Grosso em três ocasiões, nas décadas de 1830 e 1840, durante o período regencial. Seu irmão, Antônio Côrrea da Costa, também exerceu o governo, de 1895 a 1898. Mário Côrrea da Costa, filho de Antônio, governaria o estado em duas ocasiões, no final da década de 1920, e na segunda metade da década de 1930. Seu filho, Fernando Corrêa da Costa, governaria também por duas vezes, entre as décadas de 1950 e 1960.
Casou-se com Constança Novis, em 1885, tendo seis filhos e, após enviuvar-se, em 1899, com sua cunhada, Corina Novis, com quem teve cinco filhos.

## Carreira política
Em 1918, foi eleito senador federal, tendo renunciado em 1922, por ter assumido em 22 de janeiro do mesmo ano, o cargo de governador do estado.
O segundo mandato de Pedro Celestino iniciou-se em 22 de janeiro de 1922, após ser eleito em sufrágio universal, ainda sofria com os reflexos das lutas partidárias que explodiram em 1916 e deram lugar a intervenção federal com Camilo Soares de Moura que terminou em 22 de janeiro de 1918, quando assumiu um nome de consenso dos partidos, Francisco de Aquino Correia.
A preocupação do governo estava em suas finanças porque houve declínio no ciclo da borracha. O imposto recolhido da exportação da borracha chegou em anos anteriores a 3 bilhões, mas, no ano em que Pedro Celestino assumiu o governo, a arrecadação foi de 550 milhões.
Acerca da situação, disse o governador: “Braços e estradas são elementos essenciais para o progresso de Mato Grosso, mas, de nenhum deles dispomos". O raciocínio era o de que sem comunicação entre os municípios e a capital Cuiabá, notadamente sem pontes, os produtores não poderiam abastecer as cidades na época das cheias, quando os rios transbordavam. Quanto aos braços, a estimativa do governador era de que dispunha dos braços de apenas 300 mil habitantes.
O governador assumiu com gastos de 5 320 bilhões de contos de réis, enquanto arrecadou 4140:075$343 no ano de 1921, ou seja, deixou a descoberto para o ano seguinte mais de um bilhão. Aliás, sem a borracha, o “Imposto de Exportação” de maior peso nas contas era o gado “exportado” para o Estado de São Paulo, muito embora, houvesse estimativa de que ao menos 1/3 dos impostos fossem sonegados.
Ainda sobre as dificuldades em equilibrar o orçamento público, o governador consolidou os números do ano anterior. A divida do Estado em 1921 foi 4,5 bilhões. A arrecadação estadual tinha sido de 4.146:326$777, e esse valor cobriria tranquilamente os gastos do Estado de Mato Grosso. O problema eram os papéis de crédito em circulação que somavam 1,2 bilhão e tinham sido emitidos pelos governos anteriores para serem resgatados quando houvesse excesso de arrecadação. A saída encontrada pelo novo governo foi suspender o pagamento do funcionalismo público, civil e militar, para que fossem pagos através de outros papéis de crédito até o limite de 2 bilhões. Curioso que a folha de pessoal era de 887:841$850 réis, ou seja, apenas 17% da arrecadação efetiva foi comprometida no pagamento do funcionalismo público.
Outra decisão do governador que assumia a gestão de Mato Grosso em 1922 para equilibrar o orçamento foi demitir funcionários públicos, no que, em suas palavras: “Tamanho resultado, se for conseguido, compensará o sacrifício dos que foram atingidos pela medida salvadora, cuja aplicação, ainda que odiosa, ficou muito aquém dos extremos a que se viram forçados os Estados que tinham também a sua prosperidade econômica esteada na exploração dos seringais”. O governador se referia ao Estado do Pará, governado por Antônio Emiliano de Sousa Castro, e que com orçamento de 10 bilhões, através de reajustes administrativos como extinção de cargos da Educação, Saúde e Infraestrutura economizou 1,4 bilhão, sendo que apenas na Segurança cortou do orçamento 400 milhões.
Em Mato Grosso, o governo estava satisfeito com escrituração por partidas dobradas implantada dentro da Secretaria de Fazenda, e aproveitou para demitir pessoal e extinguir a secção de Estatística porque não havia previsão legal para o pagamento dos salários, e esse era um dos critérios para as demissões. 